# Ernest Albert i Galter
Ernest Albert i Galter (Banyoles, 3 de novembre de 1904 – Peralada, 21 de novembre de 1975) fou un mestre, periodista, activista cultural i alcalde de Peralada.

## Biografia
Ernest Albert estudià magisteri a l'Escola Normal de Girona on es graduà l'any 1923. Entre 1927 i 1928 fou mestre a Blanes i Borrassà. En casar-se amb Assumpció Batlle i Coll, veïna de Peralada, deixà el magisteri i passà a viure a aquella vila.
Des del seu militant catalanisme participà en diverses iniciatives culturals entre les quals cal remarcar la seva promoció de la sardana com manifestació de la terra i la seva gent. Així escriu que si "parleu de l'Empordà i no us podeu estar de parlar desseguit de la sardana. La sardana és l'oripell flamejant de l'Empordà autèntic: li està bé,li cau d'allò més bé, com el pa que menja. Un Empordà sense sardanes seria una terra molt bonica, però que no sap engrescar amb la gràcia de la seva boniquesa". Tot reclamant fer sardanes de gran qualitat musical, ja que “han d'educar la part espiritual del poble”. Col·laborà amb articles a L'Autonomista de Girona, a la revista Atenea de Figueres. També participà en activitats de la Federació de Joves Cristians de Catalunya (FEJOC).
Fou un destacat membre de la Lliga Catalana a l'Empordà. Era vinculat al seminari que el partit havia ideat el 1933 adreçat a fer estudis polítics, culturals, econòmics i socials. Un nucli d'estudiosos i escriptors que portà a terme una de les iniciatives de cultura i en català més remarcables de la Catalunya de la Segona República en pau: La Biblioteca Catalana d'Autors Independents (BCAI). Gràcies a la munificència de l'empresari i activista polític Eusebi Isern i Dalmau (1896-1981) es creava una col·lecció de llibres de butxaca (18 x 11 centímetres) a la manera d'altres col·leccions europees semblants mirant de posar a l'abast d'un públic ampli un ventall de qüestions rellevants. En definitiva, es tractava d'un projecte d'educació social i cívica. Amb obres com ara Madrid. L’adveniment de la República, de Josep Pla; Fènix o l’esperit de Renaixença, de Joan Estelrich; Política fiscal de la República, de Isern i Dalmau; Per Catalunya. Contra una antologia escolar, de Domènec Guansé o Catalunya, poble decadent, de Josep Anton Vandellòs. També conté un volum on s'analitzen els objectius i les realitzacions d'aquesta col·lecció, que inclou el text d'una conferència d'Ernest Albert i Galter pronunciada a Figueres: L'obra de la BCAI. Tres conferències, de Tomàs Roig i Llop, Salvi Valentí i Ernest Albert i Galter. Malauradament la Guerra Civil estroncà aquesta empresa cultural.
En iniciar-se la Guerra Civil i en el context de la reorganització educativa del Consell de l'Escola Nova Unificada (CENU), Ernest Albert retornà a Banyoles i exercí de mestre al Grup Escolar "Francesc Macià". L'estiu de 1938 fou mobilitzar per incorporar-se al front de guerra. Després de la victòria franquista marxà de nou a Peralada on feu de mestre. El gener 1944 s'ocupà de l'escola de Navata. Però al cap d'un mes obtingué l'excedència. Per iniciar així el càrrec d'administrador del castell de Peralada propietat de Miquel Mateu i Pla, destacat empresari i primer alcalde franquista de Barcelona. Des d'aquest càrrec feu costat a l'obra cultural i editorial de la Biblioteca del Palau de Peralada dirigida per Miquel Golobardes i Vila.
Fou designat per les autoritats franquistes alcalde de Peralada, càrrec que exercí entre 1951 i 1962. Ernest Albert i Galter morí en aquesta vila als setanta-un anys.

## Obra
- Roig i Llop, Tomàs; Valentí, Salvi i Albert i Galter, Ernest. L'obra de la BCAI. Tres conferències, Barcelona: Biblioteca Catalana d’Autors Independents, 1934.